# Plinthaster ceramoidea
Plinthaster ceramoidea är en sjöstjärneart som först beskrevs av Fisher 1906.  Plinthaster ceramoidea ingår i släktet Plinthaster och familjen ledsjöstjärnor. Inga underarter finns listade i Catalogue of Life.